# عبد الله نعمة العاملي
الشيخ عبد الله نعمة العاملي الجبعي، (1804-1886)، فقيه شيعي من جبل عامل، ارتبط اسمه بتجديد مدرسة جباع الدينية التي تخرج منها جمع من العلماء، بالإضافة لكونه شاعرا وأديبا ومؤلفا.

## توضيح
هناك أكثر من شخصية دينية من جبل عامل حملت اسم الشيخ عبد الله نعمة: 
1. عبد الله نعمة الأول: هو الشيخ عبد الله بن علي بن نعمة المشطوب العاملي توفي سنة 1143 هجرية من أجداد الشيخ عبد الله آل نعمة الجبعي الذي أحيا مدرسة جباع، كان عالما، له كتاب مخطوط باسم (كتاب التهذيب).[1]
2. عبد الله نعمة الكبير: هو من أحفاد (الشيخ عبد الله نعمة الأول) ونسبه على الشكل التالي، هو الشيخ عبد الله أبو الحسن بن علي بن الحسين ابن الشيخ عبد الله بن علي بن نعمة العاملي الجبعي. وهو صاحب هذه الترجمة.[2]
3. عبد الله محمد علي نعمة: عالم وشاعر وأديب وقاض في المحكمة الجعفرية في لبنان، توفي في العام 1994 ميلادي.[3]

## نشأته ودراسته
- ولد سنة 1219 هجرية (1804 ميلادي).
- درس في جبل عامل على الشيخ المحقق حسن القبيسي في الكوثرية.[4]
- ثم هاجر إلى النجف ودرس على عدد من علمائها كالشيخ محمد حسن صاحب الجواهر، والشيخ علي جعفر كاشف الغطاء وسواهما.
- ألقى دروسا في النجف وكان من أبرز تلامذته الشيخ محمد حسين الكاظمي الذي أصبح من مراجع التقليد فيما بعد.[5]
- رحل إلى رشت وسكنها نحو اثني عشرة سنة وتزوج بها ثم عاد إلى جبل عامل فسكن جبع (جباع) واصل عائلته من بلدةحبوش العاملية في جنوب لبنان.
- رجع إلى جباع وأخذ في ترويج الدين وتدريس العلوم الدينية مدة أربعين سنة، حتى كانت له المرجعية العامة في التقليد في البلاد العاملية والسورية.

## عائلته

### والد جده
الشيخ عبد الله بن علي بن نعمة المشطوب، توفي في العام 1143 هجرية. كما ورد في التوضيح أعلاه. 

### جده
الشيخ حسين بن عبد الله نعمة، توفي في العام 1220 هجرية.

### والده
الشيخ علي نعمة

### ابنه الوحيد
الشيخ حسن بن عبد الله نعمة، توفي في العام 1312 هجرية في مدينة حمص، وعاش بعد والده تسع سنوات، قرأ على والده في مدرسة جباع، أما والدته فهي من مدينة رشت، وهو وحيد والده من الذكور. ابتلي بالديون في حياة أبيه، وبعد وفاة الشيخ عبد الله نعمة باع أملاكه واشترى أرضا له في البازورية، ولكن عدم مهارته في إدارتها أدت به إلى خسارتها وفقدانها.

### من أحفاده
من أحفاده الشيخ حسين بن حسن بن عبد الله نعمة، درس في مدرسة السيد حسن يوسف مكي في النبطية ثم غادر إلى النجف، وتابع دروسه هناك، وبعد مدة عاد إلى جبل عامل وتوطّن في بلدة حبوش حتى وفاته في العام 1334 هجرية.

### من أصهاره
من أصهاره الحاج أحمد عسيران (أحمد بن حسن بن محمد بن إبراهيم بن عبيد بن عسيران) المتوفي خلال الحرب العالمية الأولى، وو أخو الشيخ منير عسيران وكان قنصلا لإيران في عكا، وقد تزوّج بالسيدة مريم ابنة الشيخ عبد الله نعمة، وله ولد يدعى الشيخ محيي الدين عسيران، اشتغل بالعلم في أول أمره، ثمّ عيّنه شاه إيران قنصلا في عكا، وبعد فترة استعفى من مهامه وتفرّغ للتجارة والسياحة، وكان أديبا وله كتاب مخطوط باسم (الكشكول) موجود عند ابنائه وأحفاده جمع فيه الكثير من الأشعار والقصص والطرائف.

## سيرته العلمية والعملية
قال عنه السيد محسن الأمين في كتابه أعيان الشيعة: "كان عالما جليلا شاعرا أديبا ذا أخلاق سامية وصفات جليلة
لطيف المعاشرة حاضر النكتة بهي الطلعة صبيح الوجه حسن السمت......وكان حسن الحديث لسنا طلق اللسان حلو العبارة لطيف الإشارة عذب الألفاظ لو جالسته الدهر لما أحدث لك طول مجالسته مللا بل تود ان يكون لكل جارحة منك سمع". انتهى
كانت له الرئاسة المطلقة الدينية في جبل عامل وجميع بلاد الشيعة في سوريا.
له رسالة صغيرة في الطهارة وتعليقات على قواعد العلامة، برع في الفقه والأصول.
كان أول من تجرّأ على إعطاء إجازات اجتهاد لبعض علماء جبل عامل، ومنهم الشيخ محمد علي عز الدين، إذ كان العرف أن يستحصل الطالب على الإجازة من الحوزة العلمية في النجف.
كانت له أملاك في بلدة جباع اللبنانية وكان حسن الإدارة لأملاكه وأمواله يقوم عليها بنفسه ويقتني بغلا يحمل عليها نواتج أرضه وأشجاره وأنشأ بستانا في جبع اسمه الكسارة، كان يُضرب المثل في عمرانه وبه كان مدفنه ثم استولى عليه الخراب.
وكان له جاه عظيم عند امراء البلاد العاملية لا سيما علي بك الأسعد، ورغم ذلك كان يرفض الحضور إلى مقر علي بك الأسعد في تبنين ولا يقبل دعوته ولا يأكل طعامه ويقول إنه ظالم لا ادخل منزله ولا آكل زاده، وكان إذا ذهب إلى تبنين ينزل في دار رجل متفقّه يسمى الشيخ حمود.
وقع خلاف بينه وبين بعض آل الحر في جباع، فركب علي بك الأسعد مع مجموعة من خيالته إلى بلدة جباع لتأديب آل الحر إلا أن الشيخ عبد الله نعمة اعترضه ونهاه عن إلحاق الأذى بهم بسببه فعاد أدراجه دون التعرّض لهم. 
في العام 1860 ميلادي وقعت فقتنة مذهبية بين الدروز والمسيحيين في جبل لبنان، فهرب المسيحيون وتفرقوا في البلاد، وقد فتح الشيخ عبد الله نعمة داره في جباع لبعض العوائل الفارّة من المعارك، ونتيجة لذلك تعرّضت داره لحملة من قبل عساكر أهل الشوف، وقتلوا عددا من اللاجئين فيها، ونهبوها وأحرقوها. فذهب إلى دمشق لمقابلة الوالي ومطالبته بالتعويض عليه فلم يرجع له شيئا، ومنها ذهب إلى إسطنبول للمطالبة بحقّه فلم يحصل على شيء كذلك. وقد عوّض عليه بعض التجار الإيرانيين ما نُهب من داره. 

## مدرسة جباع
عند عودته أسس مدرسة في «جُبَاع» وهي قرية الشهيد الثاني، وقد طمح بعمله هذا إلى إحياء هذه المدرسة التي افلت بعد الشهيد الثاني، وقد أنفق في سبيلها أحد الوجهاء في ذلك العهد وهو «الحاج سليمان الزين» أموالاً كثيرة، وقد درّس الشيخ في هذه المدرسة خلال أربعين عاماً حتى وفاته. لكن هذه المدرسة لم تف بالغرض المطلوب من أبنائها لأنه كان يقتصر في بحثه على الفقه خاصة ويوكل سائر العلوم من علوم العربية والبلاغة والمنطق والأصول وغيرها إلى غيره كما أنه كان يوكل إدارة المدرسة إلى غيره، فكانت الفائدة الحاصلة من تلك المدرسة لا تتناسب مع الجهود والأموال والأوقات التي صرفت عليها وبعد تركه التدريس عُطلت المدرسة وتفرق طلابها.
وقد تخرّج من هذه المدرسة عدد وافر من العلماء منهم: 
1. الشيخ حسين سليمان الزين العاملي (1252 هـ - 1319 هـ): ابن سليمان الزين، اشتهر بالشيخ أبي خليل الزين، أقام مدة طويلة في جباع، ثم انتقل إلى بلدة جبشيت وأقام فيها، وهو جد الشيخ المؤرّخ علي الزين العاملي.
2. الشيخ علي الحر (المتوفي عام1322 هـ)
3. الشيخ أحمد بن علي بن أحمد الحر العاملي[11] (1275 هـ - 1334 هـ): درس في مردسة الشيخ عبد الله نعمة وكان لوالده راتبا من الدولة العثمانية فتحوّل إليه بعد وففاته، اعتقل في العامل 1324 هجرية لوجود مجلة المنار في بيته وأطلق سراحة في نفس العام.
4. الشيخ محمد حسين المحمد العاملي الجبعي (1234 هـ - 1324 هـ)
5. الشيخ حسين المحمد (1266 هـ - 1334 هـ)
6. الشيخ محمد علي آل عز الدين
7. الشيخ على السبيتي
8. الشيخ مهدي شمس الدين:[12] وهو والد الاديب القاضي الشيخ علي مهدي شمس الدين، درس في حنويه عند الشيخ محمد علي عز الدين ثم ذهب إلى جباع، ودرس على الشيخ عبد الله نعمة وأصبح من المدرسين في هذه المدرسة، ثم ما لبث أن عاد إلى بلدته مجدل سلم وأسس فيها مدرسة درس عليه فيها عدد من الطلاب منهم السيد محسن الأمين والشيخ محمد دبوق والشيخ عبد الحسين صادق والسيد جواد مرتضى.
9. الشيخ عبد السلام الحر.
10. الشيخ حسن بن سعيد الحر
11. الشيخ محمد سليمان الزين:[13] ابن سليمان الزين، له كتاب في الفقه وكراريس أخرى، ابتلي بتدبير المعاش وغلب عليه التكسّب، ولد في صيدا عام 1246 هجرية، وتوفي في صيدا أيضا عام 1320 هجرية.[14]
12. السيد مهدي الأمين (عمّ السيد محسن الأمين)
13. السيد عبد الله الأمين (عمّ السيد محسن الأمين)
14. السيد محمود الأمين (عمّ السيد محسن الأمين)
15. الشيخ محمد حسين فلحة الميسي
16. السيد محمد بن حسن بن هاشم بن محمد بن عبد السلام بن زين العابدين من آل نور الدين: ولد في دير سريان عام 1267 هجرية، درس على الشيخ عبد الله نعمة والشيخ جعفر مغنية والشيخ محمد علي عز الدين، توفي عام 1319 هجرية.[15]
17. الشيخ محمد بن أحمد بن محفوظ[16]
18. السيد يوسف بن جواد شرف الدين.[17] درس في بداياته في مدرسة الشيخ عبد الله نعمة في جباع، ثم سافر إلى النجف والكاظمية، تزوج ببنت السيد هادي الصدر ورجع إلى بلاده وسكن في قرية شحور، وكان كثير العيال، توفي عام 1334 هجرية.

وغيرهم الكثير

## وفاته
عمر عمرا طويلا وتوفي في قرية جباع سنة 1303 هجرية (1885 ميلادي) ودفن فيها، وعمره سبع وثمانون سنة ورثته الشعراء
ومنهم السيد محسن الأمين العاملي وأقام له مجلس الفاتحة الشيخ موسى شرارة في بنت جبيل وكذلك أقام له مجلس الفاتحة شريكه في الدرس الشيخ محمد حسن آل ياسين الكاظمي في الكاظمية.

## وصلات خارجية
ترجمة الشيخ عبد الله نعمة في معجم البابطين